# .tr
.tr е интернет домейнът от първо ниво създаден през 1990 година, предназначен за Турция.
METU отговаря за управлението на турските домейн имена.
- .com.tr
- .biz.tr
- .net.tr
- .info.tr
- .tv.tr
- .org.tr
- .web.tr
- .gen.tr
- .av.tr
- .dr.tr
- .bbs.tr
- .k12.tr
- .name.tr
- .tel.tr
- .bel.tr
- .gov.tr
- .edu.tr
- .pol.tr
- .mil.tr
- .tsk.tr
- .kep.tr